# La Zaïroise
La Zaïroise war die zwischen 1972 und 1997 gültige Nationalhymne von Zaire, der heutigen Demokratischen Republik Kongo in Zentralafrika. Der Text wurde von Joseph Lutumba verfasst, die Musik komponierte Simon-Pierre Boka Di Mpasi Londi. Mit der Umbenennung des Landes in „Zaire“ löste sie die 1960 eingeführte Hymne Debout Congolais ab, die ebenfalls von Joseph Lutumba getextet und von Simon-Pierre Boka Di Mpasi Londi vertont worden war. Seit der Rückkehr zum Namen „Kongo“ wird auch wieder die ursprüngliche Hymne verwendet.

## Originaltext auf Französisch
Zaïrois dans la paix retrouvée,
Peuple uni, nous sommes Zaïrois
En avant fier et plein de dignité
Peuple grand, peuple libre à jamais
Tricolore, enflamme nous du feu sacré
Pour bâtir notre pays toujours plus beau
|: Autour d'un fleuve Majesté :|
Tricolore au vent, ravive l'idéal
Qui nous relie aux aïeux, à nos enfants
|: Paix, justice et travail :|

## Deutsche Übersetzung
Zairer, im wiedergefundenen Frieden,
Ein einiges Volk, wir sind Zairer;
Lasst uns vorwärts schreiten, stolz und in Würde.
Ein großes Volk, ein Volk für immer frei.
Dreifarbige Flagge, entzünde in uns die heilige Flamme,
Um unser Land noch schöner als zuvor aufzubauen,
|: Rund um einen majestätischen Fluss :|
Trikolore im Wind, belebe das Ideal
Das uns mit unseren Ahnen, unseren Kindern verbindet
|: Friede, Gerechtigkeit und Arbeit :|